# كيري كاواكامي
كيري كاواكامي (بالإنجليزية: Kerry Kawakami)‏ هي طبيبة نفسانية اجتماعية كندية. وهي أستاذة علم النفس الاجتماعي في جامعة يورك في تورنتو. وهي المحررة الحالية لمجلة الشخصية وعلم النفس الاجتماعي (JPSP): العلاقات الشخصية وعمليات تحيز المجموعة. يركز بحث كاواكامي على تطوير استراتيجيات للحد من تفضيل الأفراد بين الجماعة.